# راديو طريق المحبة
راديو طريق المحبة إذاعة فلسطينية تبث من نابلس.

## الرؤيا العامة
تبث برامج منوعة مجتمعية وثقافية وسياسية لمختلف شرائح المجتمع الفلسطيني لعل أبرزها تغطية أحداث الانتفاضة الثانية والتي بدات في عام 2000، حين كانت الإذاعة الوحيدة في نابلس، فواكبت تطورات الأوضاع من خلال شبكة مراسليها الذين غطوا أحداث مدينة نابلس والوطن على مدار الساعة.

## روابط خارجية
الموقع الرسمي لراديو طريق المحبة http://www.tmfm.net